# Leopold Zeman
Leopold Zeman (10. ledna 1901, Třebíč – po roce 1960) byl český novinář a šéfredaktor Lidových novin mezi lety 1941 a 1945.

## Biografie
Leopold Zeman se narodil v Třebíči, jeho otcem byl poštovní úředník, vystudoval gymnázium v Třebíči a začal působil jako finanční úředník v Brně. Od roku 1921 externě spolupracoval s Lidovými novinami jako dopisovatel sportovní rubriky. Mezi lety 1924 a 1928 pracoval jako redaktor téže novin, do roku 1932 pak působil jako propagační pracovník Zbrojovky Brno. Posléze působil ve vydavatelství Globus (od roku 1934), kde vydával Moravské noviny a Moravskou Orlici, ve vydavatelství Globus se v roce 1938 stal všeobecným redaktorem a v červnu 1940 byl dosazen na pozici šéfa redakční služby Lidových Novin, kde pak od roku 1941 do roku 1945 působil jako šéfredaktor.
Dne 10. května 1945 byl zanesen do seznamu novinářů zaslanému České národní radě. Po druhé světové válce byl také vyloučen očistnou komisí Svazu českých novinářů z novinářské organizace a byl předán lidovému soudu. V dubnu 1947 stanul před Národním soudem s obviněním z kolaborace, kdy se posléze ukázalo, že do redakce novin pravidelně zaměstnával Židy či bývalé legionáře a zachránil několik knih Jaroslava Stránského. Byl odsouzen na 2,5 roku do vězení.